# Eduard Wolfskehl
Eduard Wolfskehl (* 20. August 1874 in Darmstadt; † 12. Juni 1943 in Frankfurt-Heddernheim) war ein deutscher Regierungsbaumeister.

## Leben
Eduard Ludwig Wolfskehl wurde als drittes Kind von Otto Wolfskehl und dessen Ehefrau Paula Simon 1874 in Darmstadt geboren. Seine Mutter starb bereits 1876 an Schwindsucht. 1878 heiratete sein Vater Otto die Darmstädter Pianistin Lilli Schulz, die sich fürsorglich um die drei Kinder aus erster Ehe gekümmert haben soll.
Im Jahre 1893 legte Eduard seine Reifeprüfung am Ludwig-Georgs-Gymnasium in Darmstadt ab. Er studierte anschließend Bauingenieurwesen an der TH Darmstadt und schloss das Studium 1898 ab. In diesem Jahr wurde er Regierungsbauführer bei der Eisenbahndirektion Mainz. Dort arbeitete er zunächst bis 1902. Nachdem er 1903 die Prüfung im Eisenbahnbaufach abgelegt hatte, wurde er im selben Jahr zum Regierungsbaumeister ernannt. Er setzte seine Tätigkeit bei der Regierungsbaudirektion in Mainz bis 1908 fort. Danach war er zwei Jahre Eisenbahnbau- und Betriebsdirektor bei der Hessisch-Preußischen Eisenbahn-Gemeinschaft und anschließend vier Jahre Regierungsbaumeister in Darmstadt. In dieser Funktion war er für die technischen Anlagen des von 1907 bis 1912 von Friedrich Pützer erbauten Hauptbahnhof Darmstadt verantwortlich. 1914 beantragte er seine Entlassung aus dem Staatsdienst und lebte fortan als Privatier. Während des Ersten Weltkrieges engagierte sich Eduard Wolfskehl im Hessischen Roten Kreuz. Nach Kriegsende war er ehrenamtlicher Assistent an der TH Darmstadt und Privatgelehrter.
Eduard Wolfskehl lebte in der Darmstädter Innenstadt am Wilhelminenplatz 4. Anfang Mai 1943 wurde Eduard Wolfskehl ohne Rechtsgrund verhaftet. Die Verhaftung stand im Zusammenhang mit Maßnahmen, die vom NS-Regime gegen bis dahin „privilegierte Mischehen“ eingeleitet wurden. Nach einer Haft von ca. 14 Tagen im Gefängnis Rundeturmstraße in Darmstadt wurde er in das Arbeitserziehungslager Heddernheim überstellt.
Er starb dort am 12. Juni 1943 an den Folgen der erlittenen Behandlung. Seine Grabstätte befindet sich auf dem Hauptfriedhof in Frankfurt am Main auf der Grabstelle der Familie Braunfels.
Eduard hatte im Mai 1899 Wilhelmine Marie Spohr-Braunfels (1878–1939) geheiratet. Aus der Ehe sind vier Kinder hervorgegangen. Marie-Luise (Lilly) (1900–1991), Fanny (1902–1974), Charlotte verh. Kühner (1911–2010) und Otto (1920–1987).

## Ehrungen

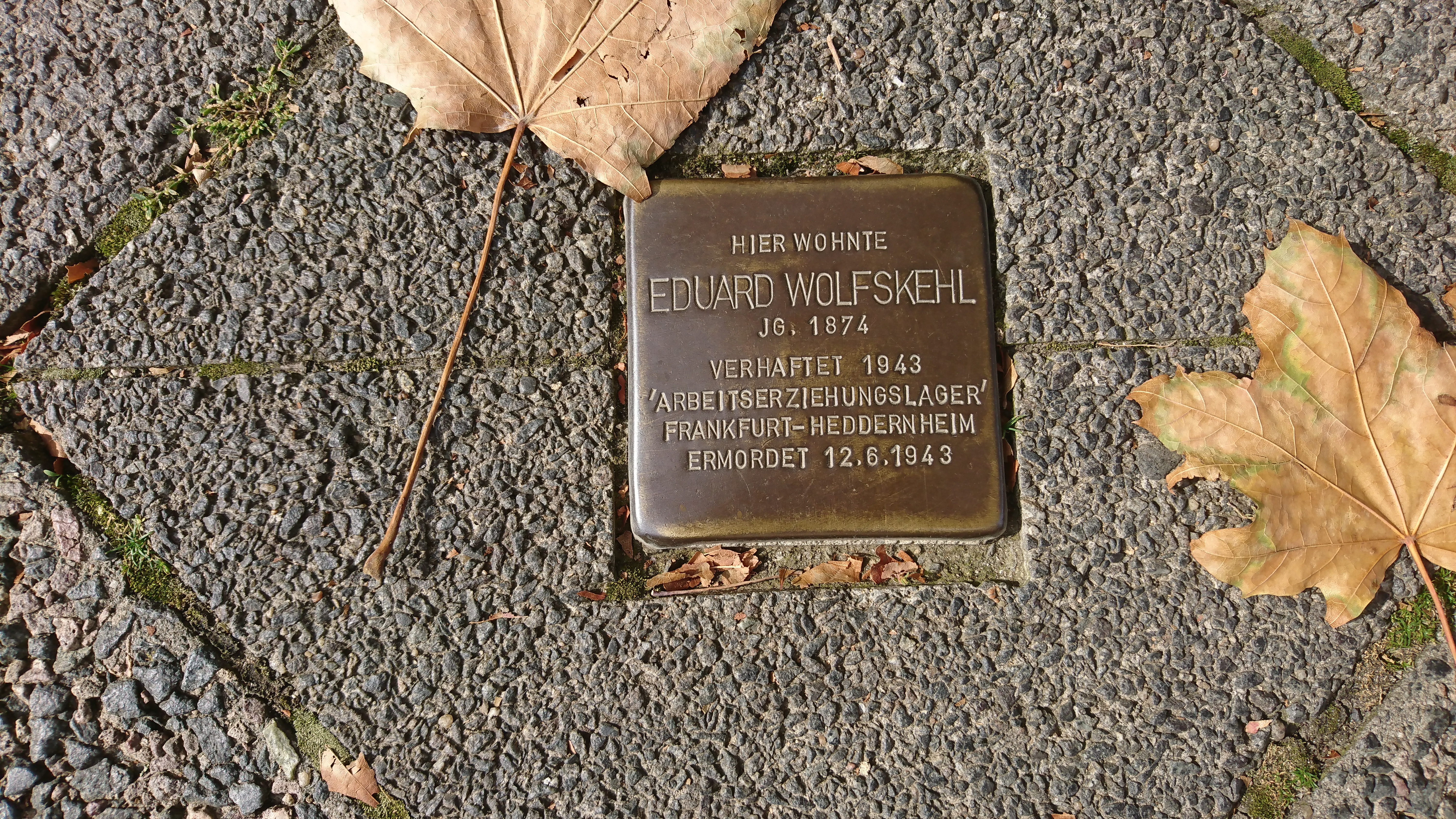
Stolpersteine in Darmstadt Eduard Wolfskehl

- 15. März 2010: Zur Erinnerung an Eduard Wolfskehl wurde ein Stolperstein am Wilhelminenplatz 4 in Darmstadt verlegt.

## Veröffentlichungen
- 1924: Festrede zur Feier des 75 jährigen Bestehens des Musikvereins Darmstadt, Verlag Hohmann.